# Archiefdepot

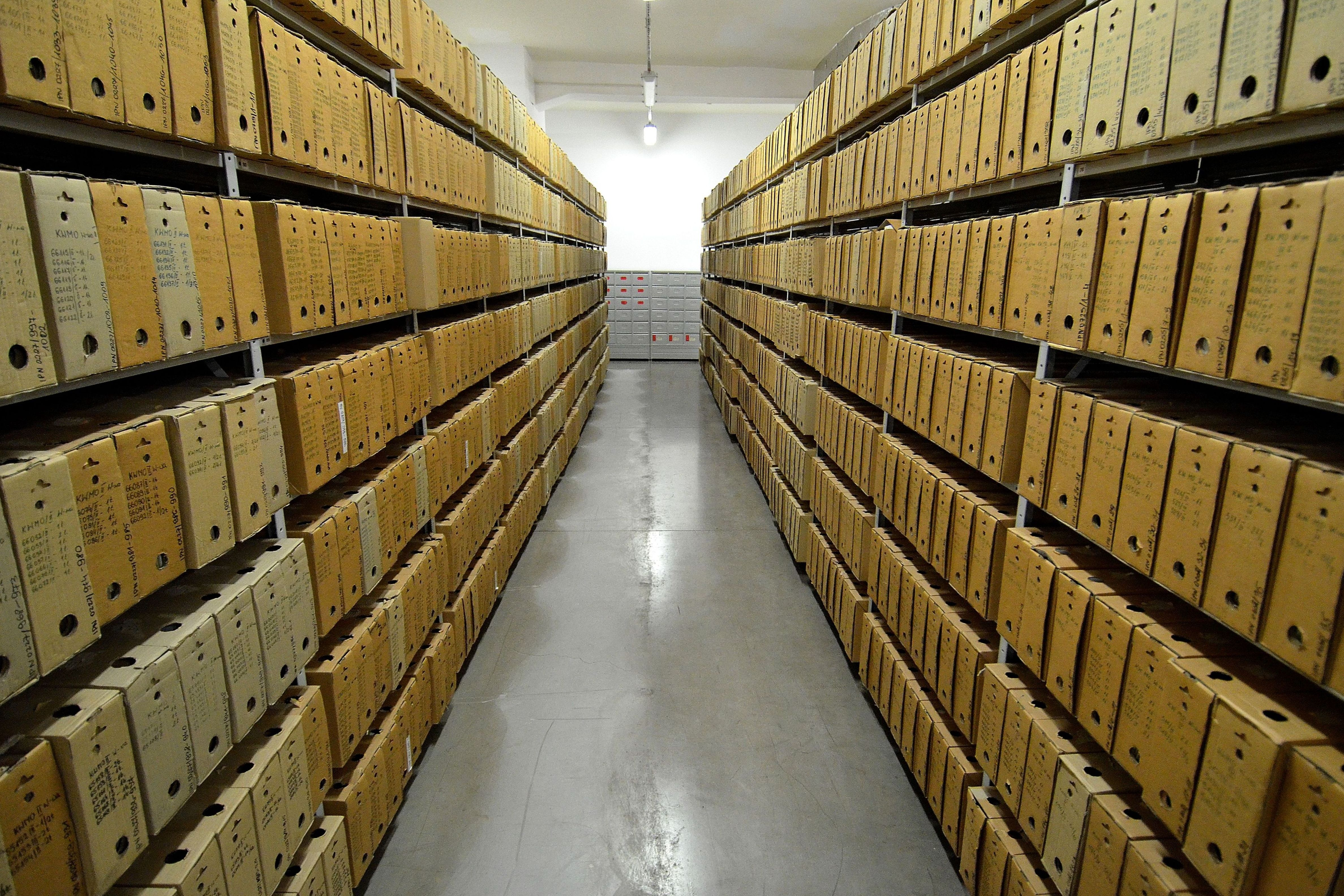
Archiefdepot

Een archiefdepot is een opslagruimte voor archieven.

## Nederland
De Nederlandse Archiefwet 1995 beschrijft in Archiefregeling 2009 twee soorten depots: de archiefbewaarplaats en de archiefruimte. Deze wet is van toepassing op alle overheidsinstellingen, inclusief agentschappen en zelfstandige bestuursorganen.
In een archiefbewaarplaats worden archieven eeuwigdurend bewaard. Het betreft dan cultureel erfgoed. In een archiefruimte worden archieven tot 20 jaar opgeslagen. In die periode moet worden vastgesteld of de archieven eeuwigdurend bewaard moeten worden en dus overgebracht zullen worden naar een archiefbewaarplaats, of dat de archieven vernietigd kunnen worden.
Op Rijksniveau zal de toename van eeuwigdurend te bewaren archieven tot 2020 toenemen met circa 250 strekkende kilometer.